# Пои-Калян
Пои-Калян (узб. Poi Kalon аnsambli) — архитектурный ансамбль, расположенный у подножия минарета Калян. Комплекс состоит из трёх сооружений, построенных в XII—XVI веках: минарет Калян, мечеть Калян и медресе Мири Араб. Пои-Калян находится на парадной площади Регистан и является центральным архитектурным ансамблем Бухары.
Pā-e Kalān (پای کلان) переводиться с персидского языка как «Ближе, возле», это сокращения от «Пои Масжиди/Мадрасаи Калон», то есть «двор возле Большой мечети/медресе».

## История
Соборная мечеть с минаретом находились в Бухаре с момента завоевания Трансоксании арабами в VIII, находилась мечеть у подножия городской цитадели. В XII веке Арслан хан задумал грандиозное переустройство города: он разобрал городской дворец, находившийся на улице Бу-Ляйса, воссоздал цитадель, превратившуюся к этому времени в руины, и перенёс городскую мечеть. Новая мечеть была построена примерно в ста пятидесяти метрах к юго-востоку от цитадели, и при ней был возведён минарет. По свидетельству Наршахи, минарет был «красиво сделан», но непрочно: сразу по окончании строительства минарет упал на мечеть и две трети её разрушил. В 1121 году была закончена новая мечеть, а в 1127 году — минарет.
На месте мечети Арслан хана в XV веке была возведена мечеть Калян, отделка которой, согласно надписи на фасаде здания, завершилась в 1514 году. Окончательный вид ансамбль принял в 1536 году, когда Убайдулла-хан построил медресе по совету своего наперсника Мири Араба Иеменского. После смерти Мири Араба его усыпальница была воздвигнута во дворе медресе, названного в его честь, здесь же покоится и сам Убайдулла.

## Архитектурные особенности

### Планировка и расположение
Площадь располагается рядом с бухарским регистаном, выходя северным торцом на одну из центральных улиц города. Мечеть и медресе находятся на одной линии фасадами друг-к-другу, образуя кош.

### Минарет Калян
Минарет Калян (Minorai Kalon с узб. — «Большой минарет»), или Большой бухарский минарет — самое древнее здание на площади, он был построен в 1127 году Арслан ханом и за почти 900 лет ни разу не ремонтировался. Минарет — одно из самых высоких зданий Бухары, его высота 46,5 метров при нижнем диаметре 9 метров, само сооружение конической формы с фонарём наверху. Минарет богато украшен — цилиндрическое тело выложено полосами плоской и рельефной кладки, выявляя округлость сооружения при любом освещении. Купол фонаря не сохранился.

### Мечеть Калян
Мечеть Калян (узб. Juma masjid, также калон — «Большая мечеть») — бухарская соборная мечеть, построена на месте разрушившейся караханидской мечети, строительство окончено в 1514 году, вторая по размеру мечеть в Средней Азии после мечети Биби Ханум в Самарканде. Выполнена в традициях тимуридской архитектуры и украшена поливной мозаикой.

### Медресе Мири Араб

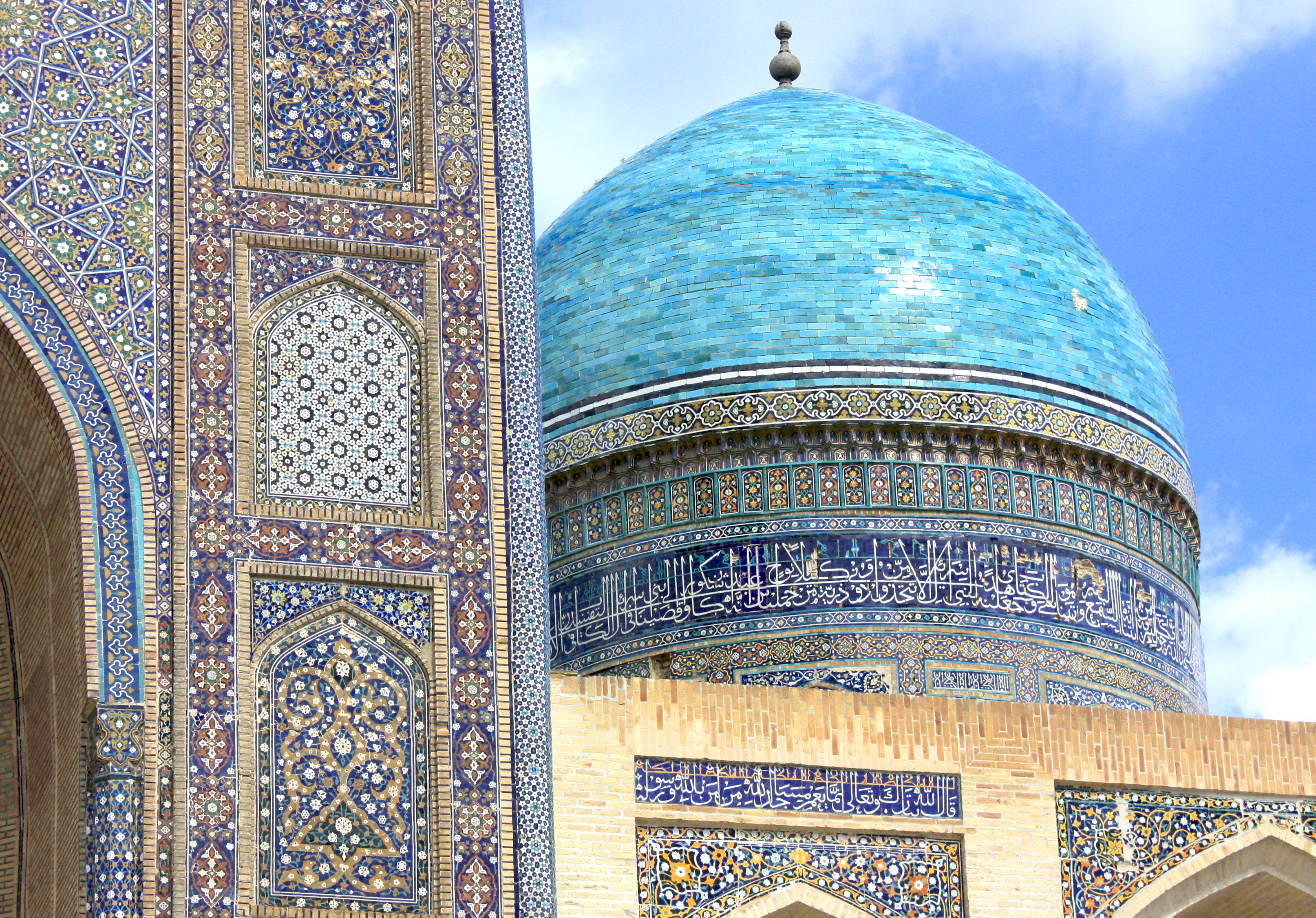
Взгляд на сложную плиточную работу на медресе Мир-и-Араб в Бухаре.

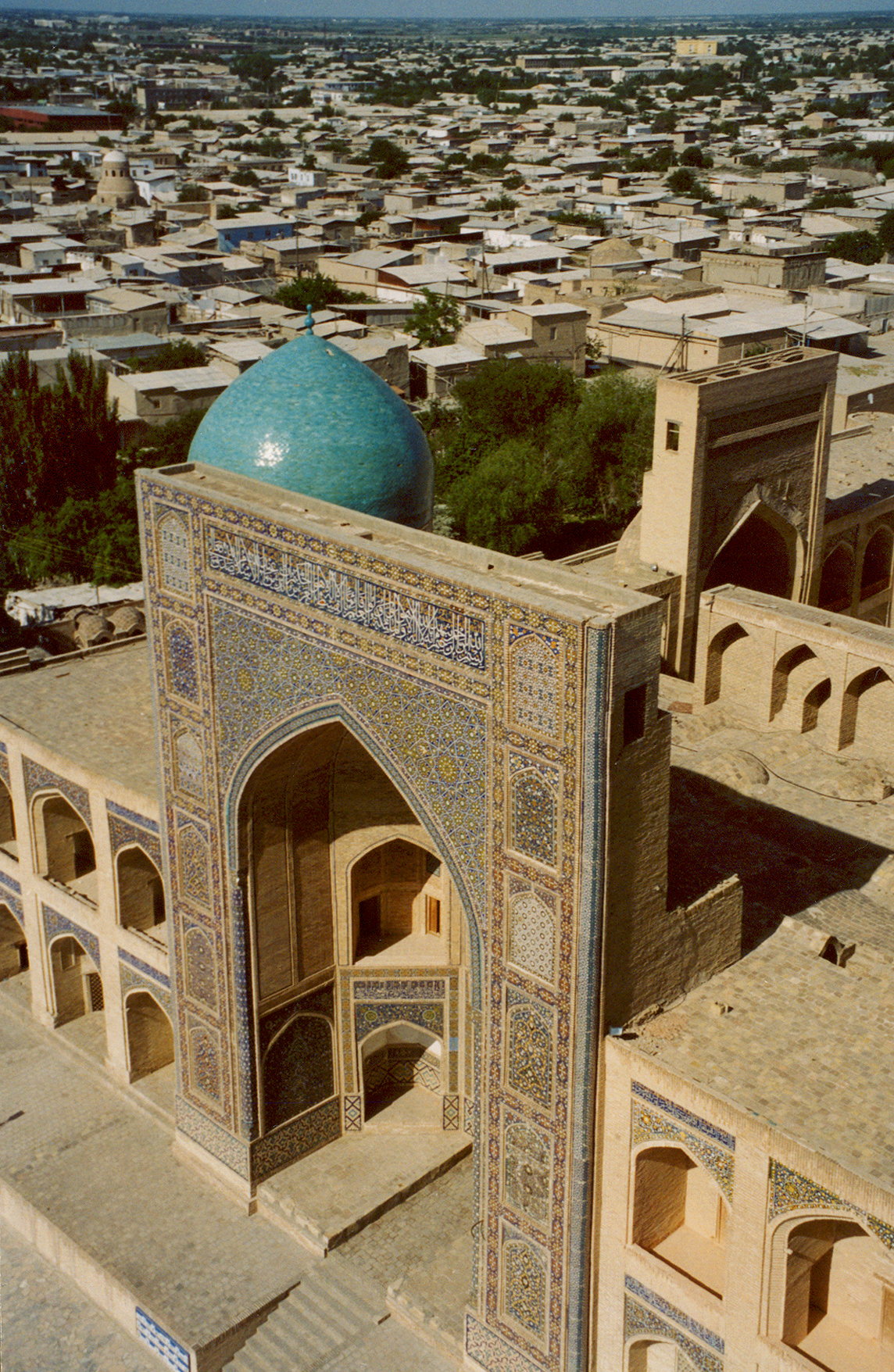
Айван медресе Мир-и Араб.

Медресе Мири Араб (Mir Arab madrasasi с узб. — «медресе Арабского Эмира») — медресе, построенное Убайдулла-ханом для шейха Абдуллы Йеменского в 1535—1536 годах. Здание достаточно крупное — заключает в себя 111 худжр и два крестообразных зала: первый зал использовался в качестве мечети и лекционного зала, второй был усыпальницей Убайдуллы-хана, Абдуллы Йеменского и прочих. 
Чтобы найти средства на постройку медресе Мири Араб, Убайдулла-хан продал в рабство три тысячи пленных персов, и отдал полученные деньги Абдулле Йеменскому. По другой версии, на строительство пошли средства, добытые Убайдуллой-ханом во время военных походов.